# Gens Avidia
La gens Avidia è stata una gens romana presente nei primi secoli dell'Impero romano. Molti dei suoi membri salirono alla ribalta durante il tardo primo secolo d.C. e il secondo secolo d.C.
Un'ara funeraria rinvenuta nei pressi della città di Avezzano indicava la tenuta della gens Avidia, un fundus ricadente nell'ager di Alba Fucens, e in seguito la contrada del centro abitato da cui sarebbe originato il nome stesso della città contemporanea. 
Il gentilizio Avidius ricorre in altre iscrizioni rinvenute nella città antica di Alba Fucens.

## Itria nominausati dalla gens
Due rami di questa famiglia apparvero alla fine del I secolo d.C. Si tratta di discendenti che portavano i cognomina romani Quietus (uomo calmo o pacifico) e Nigrinus (diminutivo di Niger ovvero nerastro, Nerinus).

## Membri illustri della gens
- Tito Avidio Quieto: amico e contemporaneo di Plinio il Giovane[5].
- Tito Avidio Quieto: console suffetto nel 111[6].
- Gaio Avidio Nigrino: proconsole suffetto durante il regno di Domiziano e fratello del vecchio Quieto; Plutarco dedicò loro un trattato sull'amore fraterno[3][7].
- Gaio Avidio Nigrino: console durante la prima metà del 110 d.C. probabilmente uno dei quattro senatori messi a morte nell'anno successivo all'adesione di Adriano[8][9].
- Avidia Plauzia: figlia di Nigrino, moglie di Lucio Elio Cesare, successore designato dell'imperatore romano Adriano. Suo figlio Lucio Vero fu adottato da Antonino Pio e con il fratello Marco Aurelio, anch'esso adottivo fu imperatore dal 161 al 169.
- Gaio Avidio Eliodoro: oratore nativo della Siria, segretario privato e amico di Adriano. Fu nominato prefetto dell'Egitto[10][11].
- Gaio Avidio Cassio: figlio di Eliodoro. Generale di successo sotto Marco Aurelio contro il quale si ribellò nell'anno 175 perdendo la vita[10]. Alcuni studiosi hanno ipotizzato una discendenza di Avidio Cassio da Antioco IV di Commagene, per parte di Avidio Antioco, suo nonno.
- Avidio Maeciano: figlio di Avidio Cassio, affidato al comando di Alessandria d'Egitto durante la ribellione del padre. Venne ucciso dai suoi stessi soldati[12].